# Counter-Strike
Counter-Strike (còn gọi là Half-Life: Counter-Strike hoặc Counter-Strike 1.6)) là tựa game bắn súng góc nhìn thứ nhất chiến thuật kinh điển do hãng Valve phát triển. Cha đẻ của nó là Lê Minh "Gooseman", Counter-Strike được Valve phát hành trên Microsoft Windows vào năm 2000. Đây là tựa game góp phần định hình thể loại bắn súng.
Ban đầu Counter-Strike được biết đến là một bản mod chạy trên engine của Half-Life, do Lê Minh "Gooseman" cùng với sự hỗ trợ của Jess Cliffe. Bản chính thức được Valve phát hành vào ngày 9 tháng 11 năm 2000. Nó trở thành bộ môn esport chính thức chỉ 1 năm sau đó. Nó thường được gọi là Counter-Strike 1.6 để phân biệt với các tựa game khác trong dòng, 1.6 là phiên bản cập nhật lớn cuối cùng của trò chơi.
Các phiên bản chuyển hệ của Counter-Strike cũng đã được phát hành trên Xbox - bởi Microsoft Game Studios, cùng với OS X và Linux.

## Lối chơi

### Tổng quan
Counter-Strike phỏng theo sự tồn tại của một biệt đội SWAT Counter-Strike có thật tại Mỹ. Nếu các nhóm game cùng loại như Doom 2, Resident Evil, v.v... là những trò chơi đầy bạo lực thì yếu tố này trong Counter-Strike đã giảm đáng kể. Bất kể đang trong vai viên cảnh sát hay tên khủng bố (hoặc một nhân vật VIP quan trọng), người chơi luôn phải di chuyển thật linh hoạt và suy tính thật sáng suốt mới có thể tìm được giải pháp tối ưu. Trò chơi này là sự phối hợp hành động trong cuộc chiến giữa chống khủng bố và cánh khủng bố. Người chơi phải biết bọc lót hoặc thông báo kịp thời tình hình cho đồng đội. Trong mỗi màn trong game, người chơi phải biết đối phương sẽ hay phục kích ở đâu để lên kế hoạch đề phòng.
Tùy theo từng màn, người chơi có thể sẽ giải cứu con tin, bảo vệ yếu nhân hay can thiệp khẩn cấp chống các vụ phá hoại, v.v... Ví dụ ở màn de_dust: trong vai cảnh sát, người chơi sẽ phải ngăn chặn sự phá hoại của một nhóm khủng bố. Một quả bom hẹn giờ đã được tên khủng bố cài sẵn. Nếu tháo kịp ngòi nổ đó thì phe cảnh sát tức là người chơi sẽ chiến thắng. Để tiêu diệt được đối phương trong game, người chơi phải chuẩn bị thật hoàn hảo trước khi ra trận. Tùy theo số tiền đang có, người chơi nên suy tính kỹ việc trang bị. Nếu có ít tiền hoặc muốn để dành mua súng khác xịn hơn cho đợt sau, người chơi có thể chỉ dùng một áo giáp rồi đợi khi đồng đội hoặc đối phương chết, tới lượm khẩu súng đó mà xài.

### Nhiệm vụ
Counter-Strike lấy bối cảnh hai đội khủng bố (Terrorist) và chống khủng bố (Counter-Terrorist) đối đầu với nhau. Có nhiều kiểu chơi trong Counter Strike, nhưng phổ biến nhất là đặt bom (bản đồ DE_) và giải cứu con tin (bản đồ CS_), cụ thể như sau:
+ Nhiệm vụ đặt/gỡ bom (Bomb Defuse): Đội khủng bố có nhiêm vụ đặt bom (setting bomb) hoặc tiêu diệt toàn bộ đội chống khủng bố, đội chống khủng bố có nhiệm vụ tiêu diệt đội khủng bố hoặc gỡ bom (defuse bomb) do đội khủng bố cài đặt. Đội nào hoàn thành mục tiêu hoặc tiêu diệt phe đối địch thì coi như thắng vòng đó (trừ trường hợp đặc biệt như đội khủng bố đã cài bom nhưng bị đội kia quét sạch, vòng chơi vẫn tiếp tục đến khi một trong hai trường hợp xảy ra: bom nổ hoặc đội kia gỡ bom thành công). Tuy nhiên, trở ngại trong cách chơi này là thời gian. Trong một thời gian nhất định (thường là 2 phút) nếu đội khủng bố không kịp thiết lập quả bom trong thời gian quy định, đội khủng bố sẽ thua.
+ Nhiệm vụ giải cứu con tin (Hostage Rescue): Đội khủng bố có nhiệm vụ ngăn chặn đội chống khủng bố giải cứu con tin. Còn đội chống khủng bố có nhiệm vụ giải cứu con tin hoặc tiêu diệt toàn bộ đội khủng bố. Trở ngại trong cách chơi này là thời gian. Trong một thời gian nhất định (mặc định là 5 phút) nếu quá thời gian quy định đội chống khủng bố sẽ thua.
Tuy có nhiều phương án nhưng người chơi đa phần thường hay kết thúc ván đấu bằng cách tiêu diệt hết đội bạn mà không cần phải thực hiện nhiệm vụ. Ngoài ra còn có kiểu chơi hộ tống yếu nhân (người quan trọng): Một người trong đội chống khủng bố được chọn ngẫu nhiên là yếu nhân (VIP), chỉ được cầm khẩu lục USP. Đội chống khủng bố có nhiệm vụ hộ tống yếu nhân đến điểm đào tẩu, đội khủng bố có nhiệm vụ tiêu diệt yếu nhân đó.

## Cheat code
Người chơi có thể sử dụng mã (cheat) như là nhìn xuyên tường, độn thổ,... Có thể dùng cheat code trong chế độ cho phép Cheat, chỉnh trong bảng Console là sv_cheats 1, ví dụ dùng mã "impulse 101" thì người chơi có đầy tiền.
Để giải quyết tình trạng sử dụng hack/cheat bừa bãi, nhà sản xuất đã tạo ra một hệ thống chống gian lận gọi là Valve Anti-Cheat (VAC). Nếu người chơi sử dụng cheat/code, VAC trên một máy chủ sẽ phát hiện và khóa tài khoản của họ, nhẹ nhất là 2 năm và nặng nhất là vĩnh viễn.

## Nét mới củaCounter-Strike
Counter-Strike hiện nay có kiểu chơi trực tuyến là Counter-Strike: Global Offensive và Counter-Strike: Online (keycode CS:GO được cung cấp trên hệ thống Steam, tuy nhiên đến cuối năm 2018 game đã chuyển sang hình thức free-to-play; Counter-Strike Online là bản mở rộng của CS 1.6 do Nexon Co. Ltd của Hàn Quốc phát hành) kết nối tất cả người chơi trên thế giới lại với nhau.

## Phát triển
Counter-Strike bắt đầu như một bản mod của engine GoldSrc của Half-Life. Lê Minh, người đồng sáng tạo bản mod, đã bắt đầu học kỳ cuối tại trường đại học và muốn làm điều gì đó trong lĩnh vực phát triển game nhằm giúp bản thân mình có triển vọng việc làm tốt hơn. Trong suốt thời đại học, Minh đã làm việc với các bản mod của engine Quake, và khi tìm kiếm dự án mới nhất này, anh muốn thử một cái gì đó mới và đã chọn GoldSrc. Khi mới bắt đầu, Valve vẫn chưa phát hành bộ công cụ phát triển phần mềm (SDK) cho GoldSrc nhưng khẳng định rằng nó sẽ có sau vài tháng nữa, cho phép Minh tạm thời tạo dựng mô hình nhân vật. Sau khi có GoldSrc SDK, Minh ước tính anh ấy mất khoảng một tháng rưỡi để hoàn thành việc lập trình và tích hợp các mô hình của mình cho "Beta One" của Counter-Strike. Để hỗ trợ, Minh đã nhờ sự trợ giúp của Jess Cliffe, người quản lý trang web và cộng đồng của trò chơi, đồng thời có các mối liên hệ trong cộng đồng tạo bản đồ màn chơi để giúp xây dựng một số màn chơi cho game. Chủ đề chống lại những kẻ khủng bố được lấy cảm hứng từ sở thích riêng của Minh về súng và quân đội, cũng như từ các trò chơi như Rainbow Six và Spec Ops.
Minh và Cliffe tiếp tục phát hành Beta thường xuyên để lấy ý kiến phản hồi. Một vài bản Beta đầu tiên, được phát hành bắt đầu từ tháng 6 năm 1999, có số lượng người chơi hạn chế nhưng đến bản thứ năm, sự quan tâm đến dự án dần tăng lên đáng kể. Sự quan tâm đến trò chơi đã thu hút nhiều người chơi đến với trang web, điều này đã giúp Minh và Cliffe kiếm được doanh thu từ những mẫu quảng cáo được lưu trữ trên trang web. Vào khoảng năm 2000 tại thời điểm phát hành Beta 5, Valve đã tiếp cận cả hai, đề nghị mua tài sản trí tuệ Counter-Strike và đề nghị cả hai công việc để tiếp tục quá trình phát triển. Cả hai đều chấp nhận lời đề nghị và đến tháng 9 năm 2000, Valve phát hành phiên bản không phải beta đầu tiên của trò chơi. Trong khi Cliffe ở lại với Valve, Minh đã thực hiện một số công việc bổ sung đối với Counter-Strike 2.0 dựa trên engine Source sắp ra mắt của Valve, nhưng đã rời đi để thành lập studio của riêng mình sau khi Valve quyết định gác lại phần tiếp theo.

## Phát hành
Khi Counter-Strike được Sierra Studios phát hành,  nó đi kèm với phần chơi nối mạng của Team Fortress Classic, Opposing Force và Wanted, Half-Life: Absolute Redemption và bản mod Firearms.
Ngày 24 tháng 3 năm 1999, Planet Half-Life đã mở phần Counter-Strike. Trong vòng hai tuần, trang web đã nhận được 10.000 lượt truy cập. Ngày 19 tháng 6 năm 1999, phiên bản beta công khai đầu tiên của Counter-Strike được phát hành, sau đó là nhiều bản phát hành "beta" khác. Ngày 12 tháng 4 năm 2000, Valve thông báo rằng các nhà phát triển Counter-Strike và Valve đã hợp tác với nhau. Tháng 1 năm 2013, Valve bắt đầu thử nghiệm phiên bản Counter-Strike cho hệ điều hành OS X và Linux, cuối cùng phát hành bản cập nhật cho tất cả người dùng vào tháng 4 năm 2013.

## Đón nhận
Sau khi phát hành bán lẻ, Counter-Strike đã nhận được nhiều đánh giá tích cực. Năm 2003, Counter-Strike được đưa vào danh sách những tựa game hay nhất mọi thời đại của GameSpot. The New York Times  đưa tin rằng E-Sports Entertainment ESEA League bắt đầu giải đấu thể thao điện tử giả tưởng chuyên nghiệp đầu tiên vào năm 2004 với game Counter-Strike. Một số người cho rằng việc chuyển sang thi đấu theo đội hình chuyên nghiệp có giải thưởng là yếu tố chính giúp Counter-Strike tồn tại lâu dài và thành công.
Doanh số bán lẻ toàn cầu của Counter-Strike đã vượt 250.000 bản vào tháng 7 năm 2001. Trò chơi này bán được 1,5 triệu bản vào tháng 2 năm 2003 và tạo ra doanh thu 40 triệu USD. Tại Mỹ, phiên bản bán lẻ của nó đã bán được 550.000 bản và kiếm được 15,7 triệu USD vào tháng 8 năm 2006, sau khi phát hành vào tháng 11 năm 2000. Đây là trò chơi PC bán chạy thứ 22 của quốc gia này từ tháng 1 năm 2000 đến tháng 8 năm 2006.
Phiên bản Xbox đã bán được tổng cộng 1,5 triệu bản.

### Lệnh cấm bán của Brasil
Ngày 17 tháng 1 năm 2008, lệnh của tòa án liên bang Brasil đã cấm mọi hoạt động bán Counter-Strike và EverQuest bắt đầu có hiệu lực. Thẩm phán liên bang Brasil Carlos Alberto Simões de Tomaz đã ra lệnh cấm vào tháng 10 năm 2007 bởi vì, theo lập luận của thẩm phán, các trò chơi "mang đến sự kích thích sắp xảy ra đối với việc lật đổ trật tự xã hội, âm mưu chống lại nhà nước dân chủ và luật pháp cũng như chống lại an ninh công cộng". Kể từ ngày 18 tháng 6 năm 2009, lệnh của tòa án liên bang khu vực dỡ bỏ lệnh cấm bán Counter-Strike đã được công bố. Trò chơi hiện đang được bán lại ở Brasil.

## Chơi thi đấu
Counter-Strike bản gốc đã được chơi trong các giải đấu từ năm 2000 với giải đấu lớn đầu tiên được tổ chức vào năm 2001 tại Giải vô địch mùa đông của Liên đoàn Vận động viên chuyên nghiệp Cyberathlete. Phần tiếp theo chính thức đầu tiên là Counter-Strike: Source, phát hành vào ngày 1 tháng 11 năm 2004. Trò chơi này bị cộng đồng thi đấu chỉ trích vì cho rằng trần kỹ năng của game thấp hơn đáng kể so với CS 1.6. Điều này gây ra sự chia rẽ trong cộng đồng thi đấu về việc nên chơi phiên bản nào để mang tính cạnh tranh hơn.

## Phần tiếp theo
Sau thành công của bản Counter-Strike đầu tiên, Valve tiếp tục thực hiện nhiều phần tiếp theo của trò chơi này. Counter-Strike: Condition Zero, phiên bản sử dụng engine GoldSrc của Counter-Strike, được phát hành vào năm 2004. Counter-Strike: Source, phiên bản làm lại của bản gốc Counter-Strike, là game đầu tiên trong sê-ri sử dụng engine Source engine của Valve và cũng là phát hành vào năm 2004, tám tháng sau khi phát hành Counter-Strike: Condition Zero. Trò chơi tiếp theo trong sê-ri Counter-Strike do Valve phát triển chính là Counter-Strike: Global Offensive, được phát hành cho Windows, OS X, Linux, PlayStation 3 và Xbox 360 vào năm 2012.
Game đã tạo ra nhiều phần phụ cho thị trường trò chơi điện tử châu Á. Đầu tiên, Counter-Strike Neo, là một tựa game arcade do Namco phát triển và phát hành tại Nhật Bản vào năm 2003. Năm 2008, Nexon Corporation đã phát hành Counter-Strike Online, phần chơi dạng free-to-play trong dòng game này được phép kiếm tiền thông qua các giao dịch vi mô. Tiếp theo Counter-Strike Online là Counter-Strike Online 2 vào năm 2013. Năm 2014, Nexon cho phát hành Counter-Strike Nexon: Zombies trên toàn thế giới qua Steam.